# Грамбин
Грамбин (нем. Grambin) — община в Германии, в земле Мекленбург-Передняя Померания.
Входит в состав района Иккер-Рандов. Подчиняется управлению Ам Штеттинер Хаф. Население составляет 460 человек (2009); в 2003 году — 493. Занимает площадь 17,88 км².
| Год  | Население |
| ---- | --------- |
| 1991 | 476       |
| 1995 | 464       |
| 2000 | 511       |
| 2005 | 481       |
| 2010 | 442       |